# بطولة آسيا للتايكوندو 1990
بطولة آسيا للتايكوندو 1990 (بالإنجليزية: 1990 Asian Taekwondo Championships)‏ كانت النسخة التاسعة من بطولة آسيا للتايكوندو، وأقيمت في تايبيه من 2 حتى 4 يونيو عام 1990.

## ملخص الميداليات

### الرجال
| Event                        | الذهبية                                 | الفضية                                    | البرونزية                            |
| ---------------------------- | --------------------------------------- | ----------------------------------------- | ------------------------------------ |
| وزن الذبابة الخفيف (−50 كجم) | تشانغ جونغ-سان · تايبيه الصينية         | راؤول سامسون · الفلبين                    | نبيل الحلواني · الأردن               |
| وزن الذبابة الخفيف (−50 كجم) | تشانغ جونغ-سان · تايبيه الصينية         | راؤول سامسون · الفلبين                    | ناران غوروغ · نيبال                  |
| وزن الذبابة (−54 كجم)        | كوون هاوك-سون · كوريا الجنوبية          | وانغ مينغ-سونغ · تايبيه الصينية           | تان خينغ جوان · سنغافورة             |
| وزن الذبابة (−54 كجم)        | كوون هاوك-سون · كوريا الجنوبية          | وانغ مينغ-سونغ · تايبيه الصينية           | آندي تشينغ · هونغ كونغ               |
| وزن البانتام (−58 كجم)       | كيم سونغ-جين · كوريا الجنوبية           | تشن يو-هوان · تايبيه الصينية              | محمد ماتر أزار · الكويت              |
| وزن البانتام (−58 كجم)       | كيم سونغ-جين · كوريا الجنوبية           | تشن يو-هوان · تايبيه الصينية              | حسين مكي · الأردن                    |
| وزن الريشة (−64 كجم)         | لي تشيان-هسيانغ · تايبيه الصينية        | كيم هيون-تشول (تايكوندو) · كوريا الجنوبية | روبرت فارغاس (تايكوندو) · الفلبين    |
| وزن الريشة (−64 كجم)         | لي تشيان-هسيانغ · تايبيه الصينية        | كيم هيون-تشول (تايكوندو) · كوريا الجنوبية | طارق لبابيدي · الأردن                |
| وزن خفيف (−70 كجم)           | بارك سي-جين (تايكوندو) · كوريا الجنوبية | هوانغ مينغ-جن · تايبيه الصينية            | يوسف أبو زيد · الأردن                |
| وزن خفيف (−70 كجم)           | بارك سي-جين (تايكوندو) · كوريا الجنوبية | هوانغ مينغ-جن · تايبيه الصينية            | نويل فينيراسيون · الفلبين            |
| وزن وسط (−76 كجم)            | جين جونغ-وو · كوريا الجنوبية            | حسن زاهدي · إيران                         | ليو تسو-يين · تايبيه الصينية         |
| وزن وسط (−76 كجم)            | جين جونغ-وو · كوريا الجنوبية            | حسن زاهدي · إيران                         | طارق نواف · الأردن                   |
| وزن متوسط (−83 كجم)          | جيونغ يونغ-سوك · كوريا الجنوبية         | سالم الزهراني · السعودية                  | حسين عباسي · إيران                   |
| وزن متوسط (−83 كجم)          | جيونغ يونغ-سوك · كوريا الجنوبية         | سالم الزهراني · السعودية                  | عمار فهد السبيحي · الأردن            |
| وزن ثقيل (+83 كجم)           | توفيق نوايسر · الأردن                   | تشوي سانغ-جين · كوريا الجنوبية            | فرزاد زراخش · إيران                  |
| وزن ثقيل (+83 كجم)           | توفيق نوايسر · الأردن                   | تشوي سانغ-جين · كوريا الجنوبية            | فيكتور باتيمان (تايكوندو) · أستراليا |

### السيدات
| Event                        | الذهبية                         | الفضية                                   | البرونزية                          |
| ---------------------------- | ------------------------------- | ---------------------------------------- | ---------------------------------- |
| وزن الذبابة الخفيف (−43 كجم) | وو شان-تشن · تايبيه الصينية     | كيم جين-سونغ (تايكوندو) · كوريا الجنوبية | فاسوغي ماروثاموثو · ماليزيا        |
| وزن الذبابة الخفيف (−43 كجم) | وو شان-تشن · تايبيه الصينية     | كيم جين-سونغ (تايكوندو) · كوريا الجنوبية | سيتا كوماري راي (تايكوندو) · نيبال |
| وزن الذبابة (−47 كجم)        | ييني لاتييف · إندونيسيا         | أنيتا فاليروس · أستراليا                 | مو سون-يونغ · كوريا الجنوبية       |
| وزن الذبابة (−47 كجم)        | ييني لاتييف · إندونيسيا         | أنيتا فاليروس · أستراليا                 | لي بي هونغ · ماليزيا               |
| وزن البانتام (−51 كجم)       | لي سونغ-مين · كوريا الجنوبية    | هي كينغ هونغ · ماليزيا                   | سوزان كوه · سنغافورة               |
| وزن البانتام (−51 كجم)       | لي سونغ-مين · كوريا الجنوبية    | هي كينغ هونغ · ماليزيا                   | تشن مي-هوا · تايبيه الصينية        |
| وزن الريشة (−55 كجم)         | تونغ يا-لينغ · تايبيه الصينية   | بارك جين-كيونغ · كوريا الجنوبية          | لي كا كي · هونغ كونغ               |
| وزن الريشة (−55 كجم)         | تونغ يا-لينغ · تايبيه الصينية   | بارك جين-كيونغ · كوريا الجنوبية          | ميكا كيشياما · اليابان             |
| وزن خفيف (−60 كجم)           | ليو تشاو-تشينغ · تايبيه الصينية | نام جونغ-دونغ · كوريا الجنوبية           | سياو لونغ · إندونيسيا              |
| وزن خفيف (−60 كجم)           | ليو تشاو-تشينغ · تايبيه الصينية | نام جونغ-دونغ · كوريا الجنوبية           | أنجيلا كولسون · أستراليا           |
| وزن وسط (−65 كجم)            | كو جاي-كيونغ · كوريا الجنوبية   | دينيس بارملي · أستراليا                  | ماري أليندوغان · الفلبين           |
| وزن وسط (−65 كجم)            | كو جاي-كيونغ · كوريا الجنوبية   | دينيس بارملي · أستراليا                  | هسين فنغ-لين · تايبيه الصينية      |
| وزن متوسط (−70 كجم)          | ليو يي-لينغ · تايبيه الصينية    | أنيس ديوي · إندونيسيا                    | لاو تشو بون · ماليزيا              |
| وزن متوسط (−70 كجم)          | ليو يي-لينغ · تايبيه الصينية    | أنيس ديوي · إندونيسيا                    | بياتريز تيوسيكو · الفلبين          |

## جدول الميداليات
*   البلد المضيف (مضيف)
| المرتبة | فريق           | ذهبية | فضية | برونزية | المجموع |
| ------- | -------------- | ----- | ---- | ------- | ------- |
| 1       | كوريا الجنوبية | 7     | 5    | 1       | 13      |
| 2       | تايبيه الصينية | 6     | 3    | 3       | 12      |
| 3       | إندونيسيا      | 1     | 1    | 1       | 3       |
| 4       | الأردن         | 1     | 0    | 6       | 7       |
| 5       | أستراليا       | 0     | 2    | 2       | 4       |
| 6       | الفلبين        | 0     | 1    | 4       | 5       |
| 7       | ماليزيا        | 0     | 1    | 3       | 4       |
| 8       | إيران          | 0     | 1    | 2       | 3       |
| 9       | السعودية       | 0     | 1    | 0       | 1       |
| 10      | نيبال          | 0     | 0    | 2       | 2       |
| 10      | سنغافورة       | 0     | 0    | 2       | 2       |
| 10      | هونغ كونغ      | 0     | 0    | 2       | 2       |
| 13      | اليابان        | 0     | 0    | 1       | 1       |
| 13      | الكويت         | 0     | 0    | 1       | 1       |
| المجموع | المجموع        | 15    | 15   | 30      | 60      |

## ترتيب الفرق
| الترتيب | الفريق         | النقاط |
| ------- | -------------- | ------ |
| 1       | كوريا الجنوبية | 76     |
| 2       | تايبيه الصينية | 54     |
| 3       | الأردن         | 37     |
| 4       | إيران          | 23     |
| 5       | الفلبين        | 22     |
| 6       | السعودية       | 17     |

| الترتيب | الفريق         | النقاط |
| ------- | -------------- | ------ |
| 1       | تايبيه الصينية | 56     |
| 2       | كوريا الجنوبية | 49     |
| 3       | ماليزيا        | 23     |
| 4       | إندونيسيا      | 22     |
| 5       | أستراليا       | 19     |
| 6       | الفلبين        | 16     |

## وصلات خارجية
- Results